# Ornithoglossum undulatum
Ornithoglossum undulatum är en tidlöseväxtart som beskrevs av Robert Sweet. Ornithoglossum undulatum ingår i släktet Ornithoglossum och familjen tidlöseväxter. Inga underarter finns listade i Catalogue of Life.